# Bahnhof Kahla (Thür)

Der Bahnhof Kahla (Thür) ist eine Eisenbahn-Betriebsstelle der Stadt Kahla im Saale-Holzland-Kreis in Thüringen. Im Jahre 1874 ging er in Betrieb und ist heute Halt mehrerer Regionalverkehrslinien.

## Lage
Der Bahnhof betrieblich Haltepunkt befindet sich am Streckenkilometer 41,758 der Bahnstrecke Großheringen–Saalfeld (Saalbahn).
Er liegt am nordöstlichen Rand der Stadt und etwa 750 Meter vom Stadtkern entfernt. Die unmittelbar angrenzenden Straßen sind der Ölwiesenweg, die Christian-Eckardt-Straße und die Bahnhofstraße.
In Richtung Norden ist die nächste Station der Haltepunkt Rothenstein (Saale) in ungefähr fünf Kilometern Entfernung. In südlicher Richtung ist dies der Bahnhof Orlamünde, der etwa sechs Kilometer entfernt gelegen ist.

## Geschichte
Der Bahnhof Kahla wurde mit der Inbetriebnahme der Saalbahn am 30. April 1874 eröffnet. Das Empfangsgebäude wies Ähnlichkeiten mit dem des Bahnhofs Camburg auf. Die Porzellanfabrik profitierte besonders von der Eisenbahn. Die Fabrik wurde schon bald nach dem Bahnbau in deren Nähe verlegt. 1886 erhielt sie einen Gleisanschluss. Im Jahre 1883 kam es zur Aufstellung einer Centesimalwaage. Aufgrund des wachsenden Verkehrsaufkommens wurden 1886, 1887 und 1893 Bahnsteige, Ladegleise und -straße erweitert. Nach 1907 entstanden die beiden Stellwerke: das Fahrdienstleiterstellwerk Ks und das Wärterstellwerk Kn.

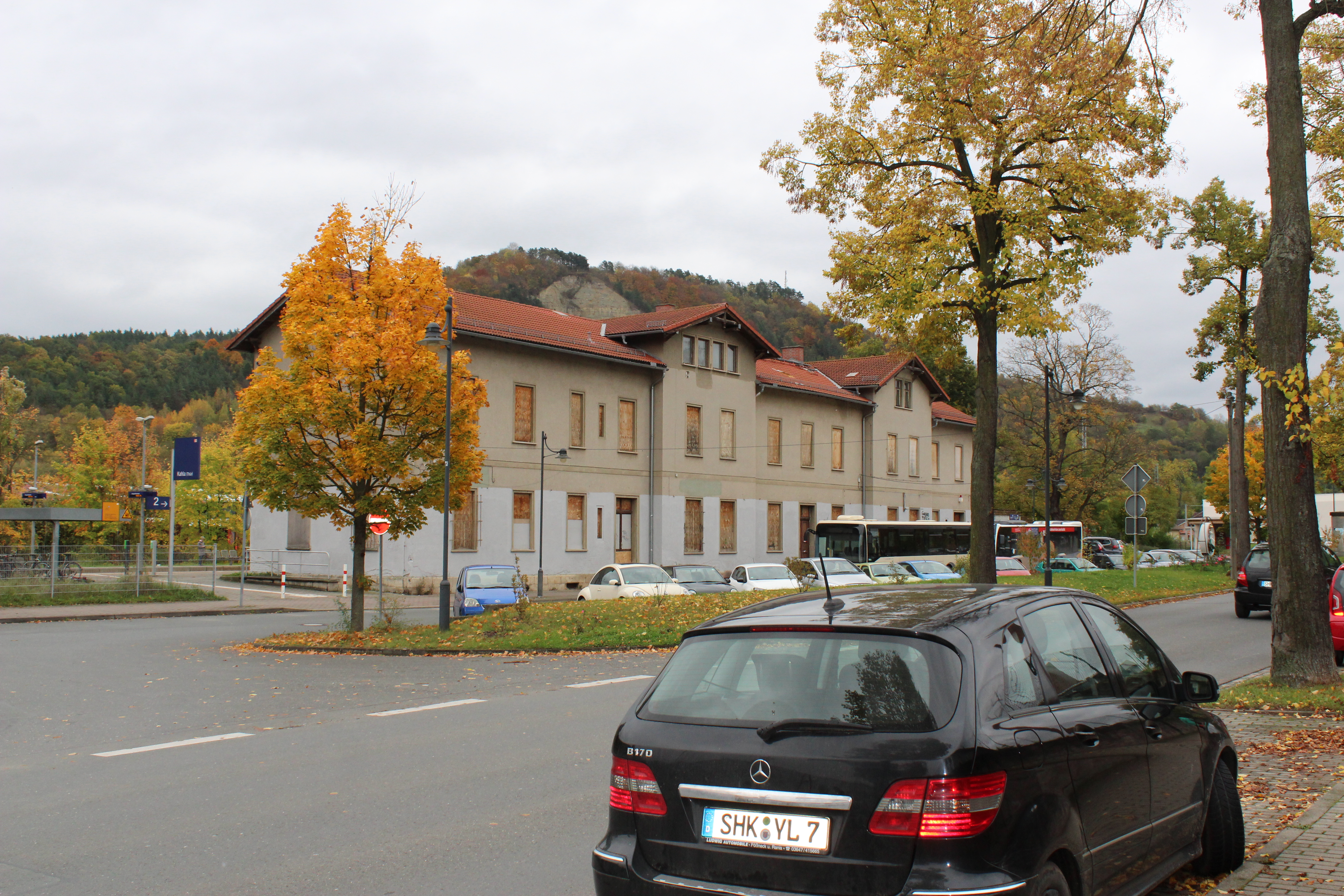
Empfangsgebäude, Straßenseite (2017)

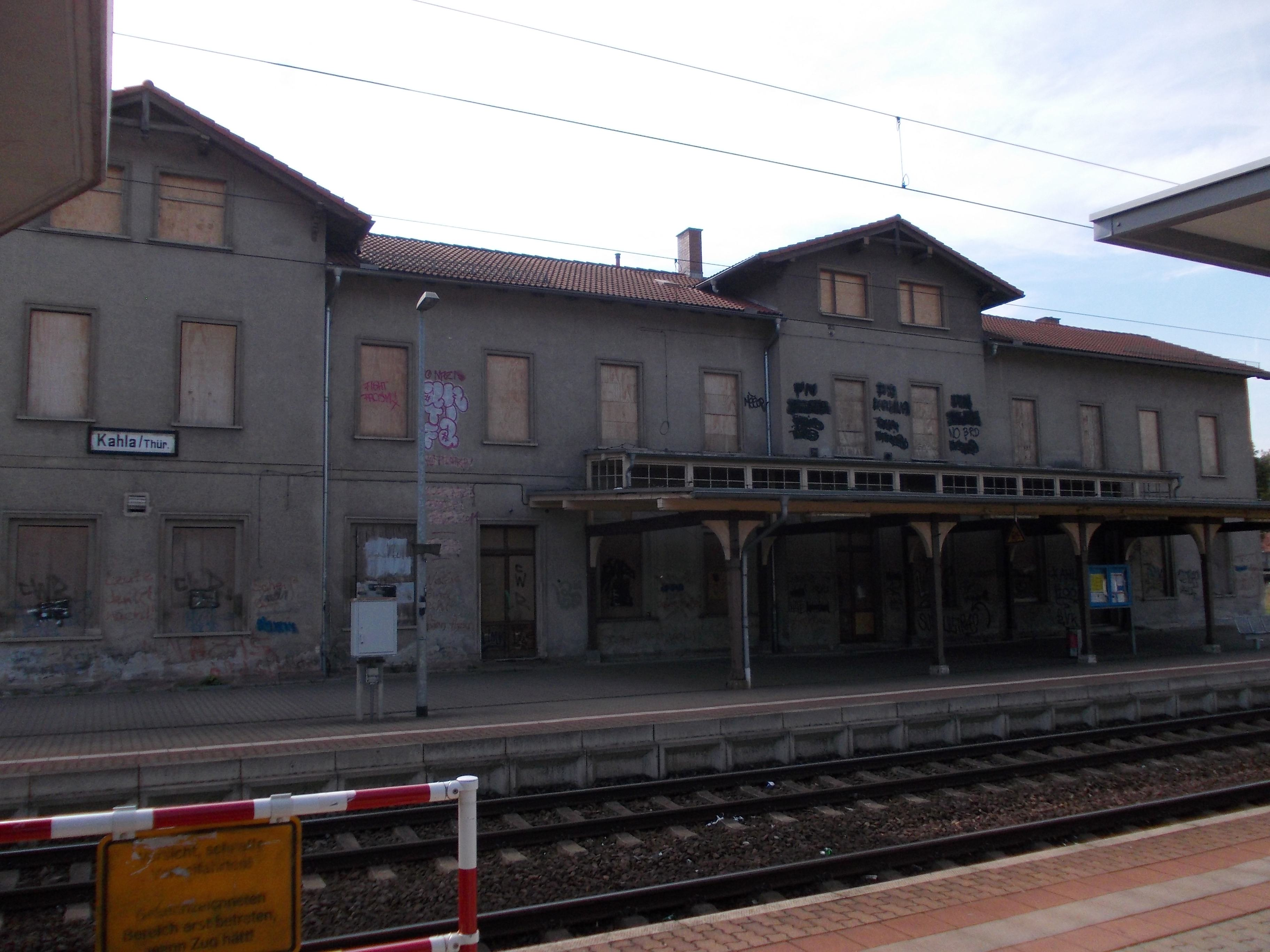
Empfangsgebäude, Gleisseite (2013)

Nach 1960 stieg vor allem das Güterverkehrsaufkommen rasant an. Für ein örtliches Sägewerk mussten große Mengen Holz transportiert werden. Es entstanden auch weitere Anschlussgleise für landwirtschaftliche Betriebe und Grenztruppen. Für die Porzellanfabrik wurden Gips, Kaolin und Kartonagen angeliefert. Für das Sägewerk waren Leerwagen für den Versand von Schnittholz und Holzschnitzeln erforderlich. In einem Betonwerk wurden täglich 25 bis 40 Wagenladungen abgefertigt. Dafür kam aus Jena täglich eine Lok zum Rangieren nach Kahla. Später stationierte man in Kahla ein Kleinbahnlokomotive, für die ein Kleinlokschuppen errichtet wurde.
Nach der Wende kam es zum Einbruch der Wirtschaft, was sich auf den Güterverkehr in Kahla stark auswirkte. Das Sägewerk stellte seine Produktion ein und die Porzellanfabrik schrumpfte erheblich. Das Anschlussgleis der Grenztruppen wurde 1991 stillgelegt. Es war bereits herrenlos und verwaist. Auch die Bedienung des Betonwerks fand nach einiger Zeit ihr Ende.

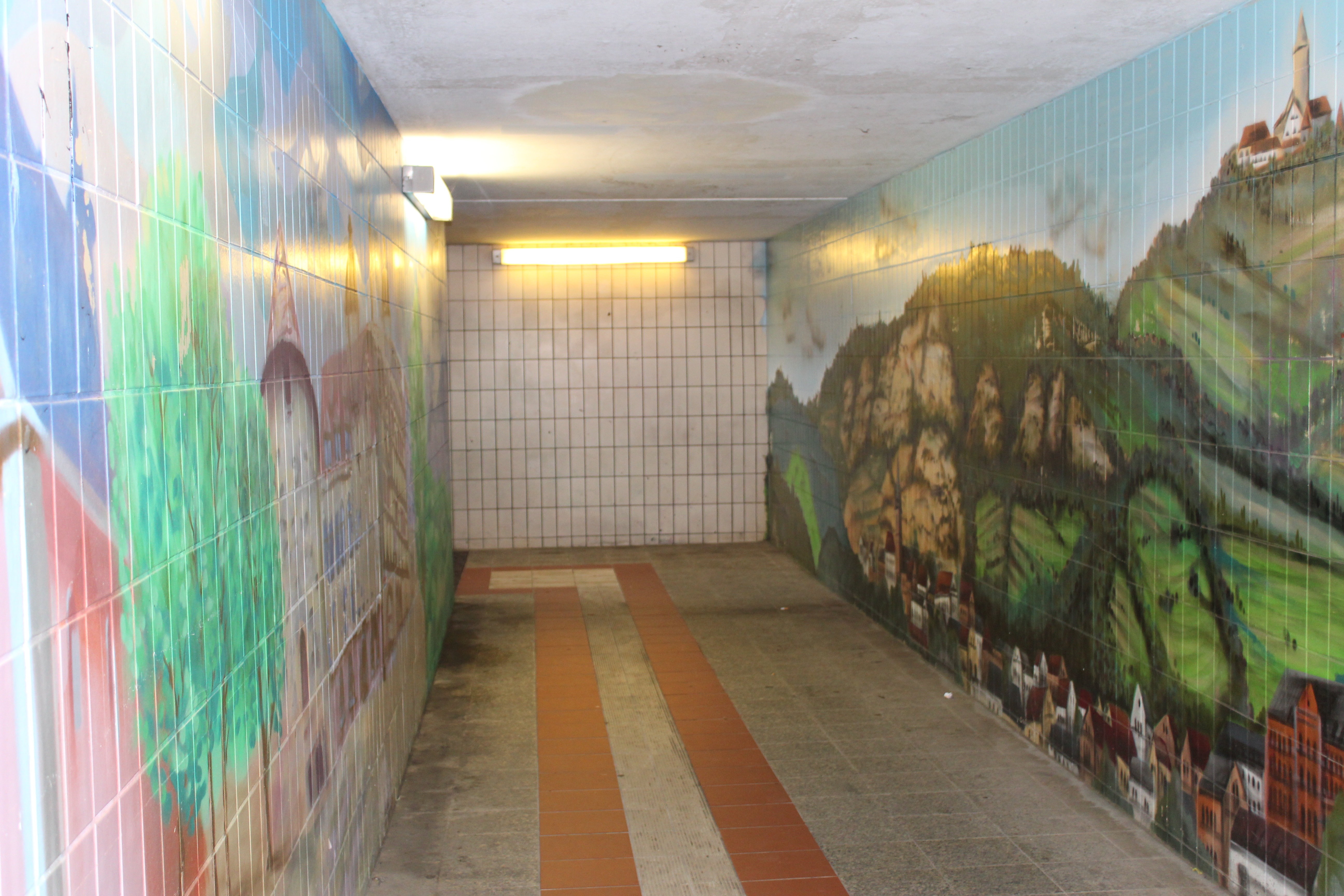
Unterführung (2017)

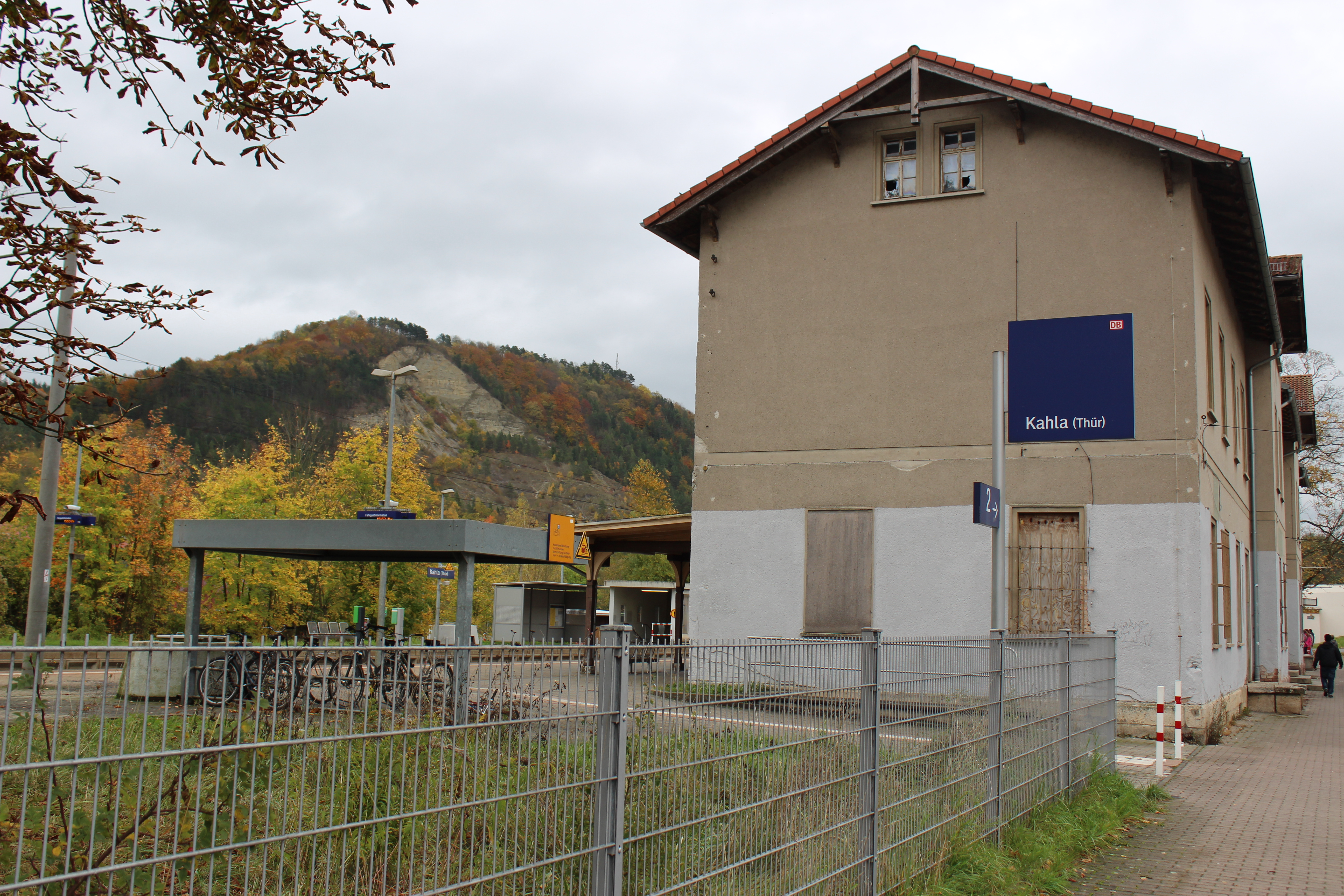
Zugang (2017)

1994/95 kam es zur Wiederelektrifizierung der Saalbahn. In diesem Zusammenhang erfolgten einige Umbaumaßnahmen. Drei Weichen blieben zunächst für die Bedienung des Betonwerks noch in Betrieb und wurden bei Bedarf von Jena-Göschwitz aus in einer Sperrfahrt bedient. 1995 endete auch diese Bedienung. Die letzte Weiche verblieb bis zum Jahre 2004. Das Stellwerk Kn ist seit 1995 außer Betrieb. Seitdem handelt es sich um bei Kahla nur noch um einen Haltepunkt und eine Blockstelle.
Für den nunmehrigen Haltepunkt wurden zwei 110 Meter lange Bahnsteige und ein die beiden Bahnsteige verbindender Personentunnel neu gebaut. Alle übrigen Gleise entfernte man. 2003 wurde ein Stellrechner installiert, der aus Saalfeld ferngesteuert wird. Das Stellwerk Ks diente bis 2003 noch der Bedienung der Schrankenanlagen.
Das Empfangsgebäude ist heute ungenutzt. Es wurde 2013 für 51.000 Euro versteigert.

## Verkehrsanbindung
Im Fahrplanjahr 2024 wird der Haltepunkt Kahla von folgenden Linien bedient:
| Linie | Linienverlauf                                                                                         | Takt (min)             | EVU                            |  |
| ----- | --- | ---------------------- | ------------------------------ |  |
| RE 14 | Camburg – Jena – Kahla – Saalfeld – Bamberg – Nürnberg                                                | einzelner Zug Die.-Do. | DB Regio Bayern                |  |
| RE 15 | Leipzig - Weißenfels - Naumburg- Jena Saalbahnhof – Kahla – Rudolstadt – Saalfeld/Saale               | 120                    | Abellio Rail Mitteldeutschland |  |
| RB 25 | Halle/Saale – Merseburg – Weißenfels – Naumburg – Jena-Göschwitz – Kahla – Orlamünde – Saalfeld/Saale | 060                    | Abellio Rail Mitteldeutschland |  |
| RB 28 | Jena Saalbahnhof – Rothenstein – Kahla – Orlamünde – Pößneck                                          | 120                    | Erfurter Bahn                  |  |